# Tipulamima pedunculata
Tipulamima pedunculata là một loài bướm đêm thuộc họ Sesiidae. Nó được biết đến ở Kenya.